# SVNS 2023-24
La Serie Mundial de Rugby 7 2023-24 (SVNS 2023-24) fue la 25.ª serie anual de torneos de rugby 7 para selecciones nacionales, conocida desde la temporada 2023/2024 por el apócope SVNS (sevens). Se llevó a cabo entre 2 de diciembre de 2023 y el 2 de junio de 2024. La Serie Sevens ha sido organizada y regulada por World Rugby (WR) desde 1999.
En la temporada 2023/2024 la WR ha introducido un nuevo formato, con menos competidores en el máximo nivel (12 equipos), un sistema de ascensos y descensos, igualdad entre hombres y mujeres, menos torneos anuales con puntaje (siete torneos de dos días de duración cada uno en siete ciudades distintas) y un torneo final (grand finale) en el que los ocho equipos con mejores puntajes se enfrentan por el título anual, mientras que los restantes cuatro disputan los ascensos y descensos con los cuatro mejores de la segunda categoría. En esta temporada el torneo final se disputará en el Seven de Madrid 2024 a partir del 31 de mayo.
La temporada regular fue ganada por Nueva Zelanda en mujeres y Argentina en varones. La Gran Final fue ganada por Australia en mujeres y Francia en varones.
Descendieron Sudáfrica en mujeres, y Samoa y Canadá en varones. Ascendieron para disputar la temporada 2024-25, China en mujeres y Kenia y Uruguay en varones.

## Formato de cada torneo
Cada uno de los siete torneos anteriores al torneo final se disputan según el formato establecido para la competencia olímpica, con algunas modificaciones.
- Etapa de grupos. En cada torneo se conforman tres grupos (pools) de cuatro equipos cada uno, todos contra todos. Los grupos del primer torneo de la temporada se conforman de acuerdo a la posición en la que finalizaron los equipo en la temporada anterior; en los demás torneos regulares (sin contar la Grand finale de Madrid), los grupos se conforman de acuerdo a la posición en la que finalizaron los equipo en el torneo anterior: Grupo A (1, 6, 7, 12); Grupo B (2, 5, 8, 10); Grupo C (3, 4, 9, 11). A diferencia del formato olímpico, en esta etapa no hay empate y, de ser necesario, cada partido debe definirse por el sistema de "primera diferencia". El equipo ganador obtiene tres puntos y el que pierde ninguno, pero a diferencia del formato olímpico, en esta etapa se concede un punto bonus al equipo que pierda por siete puntos o menos.
- Etapa eliminatoria (knockout).
  - Cuartos de final. Los dos primeros equipos de cada grupo y los dos mejores terceros, clasifican a los cuartos de final de la copa. Las llaves se forman siguiendo el siguiente criterio: A1 vs 8; C2 vs B2; C1 vs A2; B1 vs 7.
  - Noveno lugar. Los cuatro restantes equipos de cada grupo disputan el noveno lugar mediante semifinales y final.
  - Quinto y séptimo. Los dos "mejores" perdedores (primero se consideran los equipos que perdieron por siete puntos o menos y luego según la posición del equipo en la tabla general de la temporada) en cuartos de final disputan el quinto lugar, mientras que los otros dos disputan el séptimo lugar.
  - Semifinales y final. Los equipos ganadores en los cuartos de final de la etapa eliminatoria, disputan las semifinales y los que resulten ganadores en esa instancia disputan la final.

## Puntaje
Cada uno de los seis torneos de la etapa regular concede un puntaje a cada equipo según la posición en la que finalicen: 

| Posición |    |    |    | 4  | 5  | 6  | 7 | 8 | 9 | 10 | 11 | 12 |
| Puntaje  | 20 | 18 | 16 | 14 | 12 | 10 | 8 | 6 | 4 | 3  | 2  | 1  |

## Grand finale
Los ocho equipos con la mayor cantidad de puntos después de los primeros siete torneos competirán en un torneo final en Madrid, por el campeonato anual. En caso de empate en puntos, el primer diferenciador será la diferencia de tantos convertidos.
Los ocho equipos clasificados se dividirán en dos grupos de cuatro con cabezas de serie basadas en su posición después del séptimo torneo. El Grupo A estará integrado por los equipos primero, cuarto, quinto y octavo mejor clasificados, mientras que el Grupo B estará integrado por el segundo, tercero, sexto y séptimo clasificados.
El ganador de cada grupo jugará contra el segundo del otro grupo en las semifinales, y las posiciones del podio se decidirán mediante una final entre los dos ganadores de las semifinales y una final por el tercer puesto entre los dos semifinalistas perdedores.
Los equipos que terminen tercero y cuarto en sus respectivos grupos competirán en los play-offs del quinto al octavo lugar.

## Descensos y ascensos
Los cuatro equipos con menor puntaje luego de finalizados los primeros siete torneos, deben definir con los cuatro primeros equipos del World Rugby Sevens Challenger Series 2024, cuáles serán los cuatro equipos que completarán el grupo de doce selecciones que participarán de la temporada SVNS 2024-2025.
La competencia se realizará compartiendo el escenario y simultáneamente con el Seven de España 2024 (Madrid), entre el 31 mayo y el 2 junio, siguiendo el mismo formato que la Gran Finale.

## Circuito
El calendario de torneos del circuito es:
| País\Seven             | Estadio                    | Ciudad          | Fechas                       | Ganador Varones | Ganador Mujeres |
| ---------------------- | -------------------------- | --------------- | ---------------------------- | --------------- | --------------- |
| Emiratos Árabes Unidos | The Sevens                 | Dubái           | 2–3 de diciembre de 2023     | Sudáfrica       | Australia       |
| Sudáfrica              | Cape Town Stadium          | Ciudad del Cabo | 9–10 de diciembre de 2023    | Argentina       | Australia       |
| Australia              | Perth Rectangular Stadium  | Perth           | 26–28 de enero de 2024       | Argentina       | Irlanda         |
| Canadá                 | BC Place                   | Vancouver       | 23–25 de febrero de 2024     | Argentina       | Nueva Zelanda   |
| Estados Unidos         | Dignity Health Sports Park | Los Angeles     | 1–3 de marzo de 2024         | Francia         | Nueva Zelanda   |
| Hong Kong              | Hong Kong Stadium          | Hong Kong       | 5–7 de abril de 2024         | Nueva Zelanda   | Nueva Zelanda   |
| Singapur               | Estadio Nacional           | Singapur        | 3–5 de mayo de 2024          | Nueva Zelanda   | Nueva Zelanda   |
|                        |                            |                 |                              |                 |                 |
| España                 | Estadio Metropolitano      | Madrid          | 31 mayo – 2 de junio de 2024 | Francia         | Australia       |

## Posiciones temporada regular
| Pos. | Evento País    | Dubái | Ciudad del Cabo | Perth | Vancouver | Los Angeles | Hong Kong | Singapur | Puntos total |
| ---- | -------------- | ----- | --------------- | ----- | --------- | ----------- | --------- | -------- | ------------ |
| 1    | Nueva Zelanda  | 18    | 16              | 12    | 20        | 20          | 20        | 20       | 126          |
| 2    | Australia      | 20    | 20              | 18    | 14        | 18          | 16        | 18       | 124          |
| 3    | Francia        | 16    | 18              | 10    | 18        | 12          | 14        | 16       | 104          |
| 4    | Estados Unidos | 8     | 14              | 14    | 12        | 1           | 18        | 3        | 85           |
| 5    | Canadá         | 14    | 10              | 8     | 16        | 1           | 10        | 8        | 80           |
| 6    | Fiyi           | 12    | 12              | 6     | 10        | 2           | 12        | 14       | 68           |
| 7    | Irlanda        | 10    | 8               | 20    | 4         | 6           | 6         | 12       | 66           |
| 8    | Gran Bretaña   | 2     | 6               | 16    | 2         | 3           | 4         | 6        | 39           |
|      |                |       |                 |       |           |             |           |          |              |
| 9    | Japón          | 4     | 3               | 2     | 3         | 4           | 8         | 10       | 34           |
| 10   | Brasil         | 6     | 4               | 4     | 6         | 8           | 3         | 1        | 32           |
| 11   | Sudáfrica      | 3     | 1               | 3     | 1         | 10          | 1         | 4        | 23           |
| 12   | España         | 1     | 2               | 1     | 8         | 1           | 2         | 2        | 17           |

|  | En puesto de repechaje para la temporada 2024-25 (Seven de Madrid). |  | Salieron campeonas en la fase regular de la SVNS 2023-24 |

| Pos. | Evento País    | Dubái | Ciudad del Cabo | Perth | Vancouver | Los Angeles | Hong Kong | Singapur | Puntos total |
| ---- | -------------- | ----- | --------------- | ----- | --------- | ----------- | --------- | -------- | ------------ |
| 1    | Argentina      | 18    | 20              | 20    | 20        | 12          | 4         | 12       | 106          |
| 2    | Irlanda        | 12    | 14              | 16    | 12        | 16          | 16        | 18       | 104          |
| 3    | Nueva Zelanda  | 16    | 12              | 4     | 18        | 3           | 20        | 20       | 93           |
| 4    | Australia      | 8     | 18              | 18    | 3         | 8           | 14        | 14       | 82           |
| 5    | Fiyi           | 14    | 16              | 14    | 10        | 10          | 12        | 4        | 80           |
| 6    | Francia        | 4     | 6               | 10    | 16        | 20          | 18        | 6        | 80           |
| 7    | Sudáfrica      | 20    | 10              | 12    | 4         | 2           | 10        | 10       | 68           |
| 8    | Gran Bretaña   | 3     | 4               | 2     | 8         | 18          | 2         | 16       | 53           |
|      |                |       |                 |       |           |             |           |          |              |
| 9    | Estados Unidos | 6     | 2               | 8     | 14        | 6           | 8         | 8        | 52           |
| 10   | España         | 2     | 3               | 6     | 2         | 14          | 6         | 3        | 36           |
| 11   | Samoa          | 10    | 1               | 3     | 6         | 4           | 3         | 2        | 29           |
| 12   | Canadá         | 1     | 8               | 1     | 1         | 1           | 1         | 1        | 14           |

|  | En puesto de repechaje para la temporada 2024-25 (Seven de Madrid). |  | Salieron campeones en la fase regular de la SVNS 2023-24 |

## Grand finale(Madrid)

### Competencia femenina
- Grupo A: Canadá (7), Nueva Zelanda (6), Estados Unidos (6), Gran Bretaña (2).
- Grupo B: Australia (9), Francia (6), Irlanda (3), Fiyi (1).

Clasifican a semifinales los dos primeros de cada grupo.
|  | Semifinales      | Semifinales |    |        | Final         | Final |  |
|  |                  |             |    |        |               |       |  |
|  |                  |             |    |        |               |       |  |
|  |                  |             |    |        |               |       |  |
|  | A1 Canadá        | 17          |    |        |               |       |  |
|  | B2 Francia       | 19          |    |        |               |       |  |
|  |                  |             |    |        |               |       |  |
|  |                  |             |    |        |               |       |  |
|  |                  |             |    |        | Francia       | 7     |  |
|  |                  | Australia   | 26 |        |               |       |  |
|  |                  |             |    |        |               |       |  |
|  |                  |             |    |        |               |       |  |
|  |                  |             |    |        | Tercer lugar  |       |  |
|  |                  |             |    |        |               |       |  |
|  | B1 Australia     | 21          |    | Canadá | 14            |       |  |
|  | A2 Nueva Zelanda | 19          |    |        | Nueva Zelanda | 26    |  |

|  | Eliminatoria del 5º al 8º | Eliminatoria del 5º al 8º |    |      | Partido por el 5º lugar | Partido por el 5º lugar |  |
|  |                           |                           |    |      |                         |                         |  |
|  |                           |                           |    |      |                         |                         |  |
|  | A3 Estados Unidos         | 31                        |    |      |                         |                         |  |
|  | B4 Fiyi                   | 0                         |    |      |                         |                         |  |
|  |                           |                           |    |      |                         |                         |  |
|  |                           |                           |    |      |                         |                         |  |
|  |                           |                           |    |      | Estados Unidos          | 27                      |  |
|  |                           | Irlanda                   | 14 |      |                         |                         |  |
|  |                           |                           |    |      |                         |                         |  |
|  |                           |                           |    |      |                         |                         |  |
|  |                           |                           |    |      | Partido por el 7º lugar |                         |  |
|  |                           |                           |    |      |                         |                         |  |
|  | A4 Gran Bretaña           | 0                         |    | Fiyi | 42                      |                         |  |
|  | B3 Irlanda                | 20                        |    |      | Gran Bretaña            | 7                       |  |

### Competencia masculina
- Grupo A: Argentina (9), Francia (6), Australia (3), , Gran Bretaña (2).
- Grupo B: Fiyi (9), Nueva Zelanda (7), Irlanda (5), Sudáfrica (1).

Clasifican a semifinales los dos primeros de cada grupo.
|  | Semifinales      | Semifinales |    |               | Final        | Final |  |
|  |                  |             |    |               |              |       |  |
|  |                  |             |    |               |              |       |  |
|  |                  |             |    |               |              |       |  |
|  | A1 Argentina     | 21          |    |               |              |       |  |
|  | B2 Nueva Zelanda | 14          |    |               |              |       |  |
|  |                  |             |    |               |              |       |  |
|  |                  |             |    |               |              |       |  |
|  |                  |             |    |               | Argentina    | 5     |  |
|  |                  | Francia     | 19 |               |              |       |  |
|  |                  |             |    |               |              |       |  |
|  |                  |             |    |               |              |       |  |
|  |                  |             |    |               | Tercer lugar |       |  |
|  |                  |             |    |               |              |       |  |
|  | B1 Fiyi          | 14          |    | Nueva Zelanda | 10           |       |  |
|  | A2 Francia       | 21          |    |               | Fiyi         | 17    |  |

|  | Eliminatoria del 5º al 8º | Eliminatoria del 5º al 8º |    |           | Partido por el 5º lugar | Partido por el 5º lugar |  |
|  |                           |                           |    |           |                         |                         |  |
|  |                           |                           |    |           |                         |                         |  |
|  | A3 Australia              | 21                        |    |           |                         |                         |  |
|  | B4 Sudáfrica              | 24                        |    |           |                         |                         |  |
|  |                           |                           |    |           |                         |                         |  |
|  |                           |                           |    |           |                         |                         |  |
|  |                           |                           |    |           | Sudáfrica               | 7                       |  |
|  |                           | Irlanda                   | 12 |           |                         |                         |  |
|  |                           |                           |    |           |                         |                         |  |
|  |                           |                           |    |           |                         |                         |  |
|  |                           |                           |    |           | Partido por el 7º lugar |                         |  |
|  |                           |                           |    |           |                         |                         |  |
|  | A4 Gran Bretaña           | 14                        |    | Australia | 21                      |                         |  |
|  | B3 Irlanda                | 19                        |    |           | Gran Bretaña            | 0                       |  |

## Integrantes de los equipos campeones

### Femeninos
- Campeón de la liga:  Nueva Zelanda: Michaela Blyde, Kelly Brazier, Jazmin Felix-Hotham, Sarah Hirini, Tysha Ikenasio, Shiray Kaka, Tyla King, Jorja Miller, Manaia Nuku, Mahina Paul, Risaleaana Pouri-Lane (C), Alena Saili, Theresa Setefano, Terina Te Tamaki, Stacey Waaka, Tenika Willison, Portia Woodman-Wickliffe.[8]
- Campeón de la final:  Australia: Maddison Levi, Dominique du Toit, Ruby Nicholas, Kaitlin Shave, Faith Nathan, Sariah Paki, Bienne Terita, Sidney Taylor, Teagan Levi, Bridget Clark, Charlotte Caslick, Isabella Nasser y Tia Hinds.[9]

### Masculinos
- Campeón de la liga:  Argentina.Santiago Álvarez Fourcade (C), Tomás Elizalde, Agustín Fraga, Luciano González Rizzoni, Matteo Graziano, Rodrigo Isgró, Santiago Mare, Marcos Moneta, Matías Osadczuk, Joaquín Pellandini, Facundo Pueyrredón, Gastón Revol, Germán Schulz, Santiago Vera Feld y Tobías Wade.[10]
- Campeón de la final:  Francia. Jean-Pascal Barraque, Esteban Capilla, Antoine Dupont, Nelson Epée, Théo Forner, Aaron Grandidier Nkanang, William Iraguha, Jefferson-Lee Joseph, Thibaud Mazzoleni, Stephen Parez-Edo Martin, Varian Pasquet, Ryan Rebbadj,  Paulin Riva y Jordan Sepho.[11]

## Descensos y ascensos
Descendieron Sudáfrica en mujeres, y Samoa y Canadá en varones. Ascendieron para disputar la temporada 2024-25, China en mujeres y Kenia y Uruguay en varones.